# Университет прикладных наук Восточной Швейцарии
Университет прикладных наук Восточной Швейцарии (нем. Fachhochschule Ostschweiz, FHO) — университет, состоящий из нескольких высших учебных заведений, расположенных в различных кантонах восточной Швейцарии.

## Структура
Университет прикладных наук Западной Швейцарии имеет следующие подразделения:
- Высшая школа прикладных наук Санкт-Галлена — FHS (кантоны Санкт-Галлен, Тургау, Аппенцелль-Ауссерроден, Аппенцелль-Иннерроден)
- Высшая техническая школа Рапперсвиля — HSR (кантоны Санкт-Галлен, Швиц, Гларус)
- Курский институт техники и экономики — HTW (кантон Граубюнден)
- Межгосударственный технологический институт — NTB (кантоны Санкт-Галлен, Граубюнден и государство Лихтенштейн)